# Лейцинова застібка

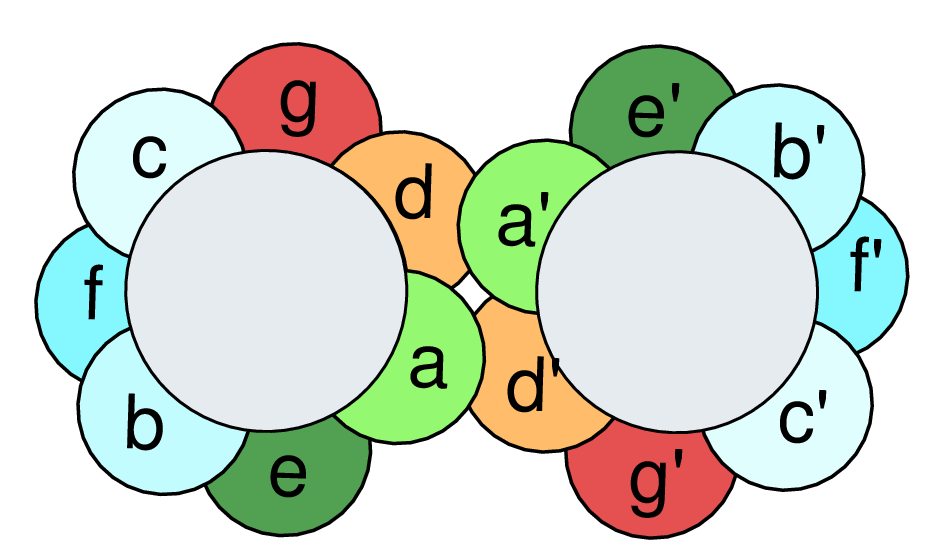
«Вигляд зверху». Діаграма лейцинової блискавки, де d позначає лейцин, розміщений з іншими амінокислотами на двох паралельних альфа-спіралях.

Лейцинова застібка (або лейцинові ножиці) є поширеним тривимірним структурним мотивом у білках.
Молекули гістонів, до складу яких входить велика кількість позитивно заряджених амінокислот — аргініну та лізину, об'єднуються в комплекси, що складаються з восьми мономерних білків і утримуються «лейциновими застібками», попри те, що всі мономери мають сильний позитивний заряд.